# Taku Takeuchi
Taku Takeuchi (japanska: 竹内 択), född 20 maj 1987 i Iiyama i Nagano prefektur är en japansk backhoppare som tävlar för Kitano Kensetsu (engelska: Kitano Construction Corp. Ski Club).

## Karriär
I junior-VM i Rovaniemi 2005 blev Takeuchi nummer 6 i den individuella tävlingen och nummer 8 med Japanska laget i lagtävlingen.
Taku Takeuchi började tävla för finska skidföreningen Puijon Hiihtoseura i Kuopio 2006. 2007 bytte han klubb till Kitano Kensetsu i Nagano. Takeuchi debuterade i Kontinentalcupen 15 januari 2005 i Sapporo. Hans första insats i Världscupen kom i Kuusamo 24 november 2006. Hans bästa resultat hittills i Världscupen kom säsongen 2007/2008 då han blev 28 totalt. Takeuchis bästa resultat i en deltävling i Världscupen kom 4 januari 2012 i Innsbruck, en tävling även i Tysk-österrikiska backhopparveckan, då han tog tredjeplatsen. 
I Världsmästerskapen i skidflygning i Oberstdorf 2008 blev han nummer 39 i den individuella tävlingen och nummer 7 i laghoppningen. Taku Takeuchi deltog i OS 2010 i Vancouver och blev nummer 34 efter första omgången i normalbacken.
I Sommar-Grand-Prix har Takeuchi tävlad 6 säsonger. Säsongen 2011 blev han nummer 6 sammanlagt. Hans längsta hopp hittills kom i Planica 2008 och mätte 207,5 meter. Takeuchi har tränat mycket i Finland och talar bra finska.